# شركة أراسكو
الشركة العربية للخدمات الزراعية أراسكو (شركة مساهمة مقفلة) وهي شركة خاصة تعمل في مجال إمداد الغذاء، حيث تنتج وتمكن الآخرين من إنتاج غذاء مستدام عالي الجودة للإنسان وللثروة الحيوانية تأسست عام 1983م وتعود ملكيتها لمجموعة من المساهمين السعوديين ومقرها الرئيسي في مدينة الرياض وتتوزع مصانعها وقطاعات أعمالها ما بين مدن الرياض والخرج والدمام.

## تاريخ أراسكو
بدأت نشاطها بنطاق محدود من الخدمات والمنتجات التي كانت تقدمها لمساندة قطاع القمح السعودي المزدهر في ذلك الحين، وتطورت الشركة ونمت على رسالتها المتمثلة في دعم إستدامة الأمن الغذائي في المملكة والمنطقة عموماً. دأبت أراسكو منذ نشأتها على بناء منظومة متكاملة من الأعمال تمكنها من أداء تلك الرسالة، وفي مطلع العام 1987م اتخذت الشركة قراراً استراتيجياً بتوسيع نطاق أعمالها والدخول في قطاع الأعلاف وتطلب ذلك رفع رأس المال لأكثر من أربعة أضعاف، وذلك لإنشاء أول مصنع للأعلاف في المملكة بمنطقة الخرج بطاقة إنتاجية قدرها 30 طناً في الساعة، وطاقة تخزينية تبلغ 50 ألف طن، ثم قررت لاحقاً رفع الطاقة الإنتاجية للمصنع بنسبة 80% لتصل إلى 54 طناً في الساعة، ومن ثم وفي وقت لاحق، تم رفع الإنتاج إلى 100 طن في الساعة. تبع ذلك إنشاء صوامع في ميناء الملك عبد العزيز بالدمام بغرض رفع كفاية سلسلة الإمداد، لتصبح أراسكو بنهاية العام 1997م من خلال وحدتها الإستراتيجية الأولى «أراسكو للأعلاف» من أكبر منتجي الأعلاف المركبة بكافة أنواعها في الشرق الأوسط.
شهدت أراسكو نمواً كبيراً وإنطلاقاً مبهراً منذ عام 1997م ولازالت تواصل هذا النمو حتى الآن حيث أصبحت واحدة من أبرز الشركات الوطنية بحصولها على مكانة من بين أكبر 100 شركة سعودية ، لاحقاً قامت بإنشاء وتشغيل مصنع آخر للأعلاف بطاقة إنتاجية بلغت 150طن/ساعة في مدينة الدمام ليساند مصنع الخرج من أجل المساهمة في تغطية الطلب في السوق المحلي والأسواق المجاورة، مما جعلها في مقدمة مصنعي الأعلاف المركبة في المملكة العربية السعودية والمنطقة.
وقامت أراسكو بإنشاء المزيد من وحدات العمل الإستراتيجية التي تخدم سلسلة إمداداتها الغذائية حتى بلغت ستة وحدات تعمل في تناغم وترابط لخدمة الأمن الغذائي بالمملكة. هذه الوحدات هي (أراسكو للأعلاف، أراسكو للأغذية، الإعمار العالمية للمدخلات الزراعية والبيطرية، مفسكو، ايداك ميريو وأراسكو لوجستكس).
ولقد كان قرار الإستحواذ على «شركة الإعمار العالمية للكيماويات والبيطرة»عام 1997م لتقديم الخدمات والإستشارات للمزارعين المحليين وتوفير المنتجات الزراعية والبيطرية ومدخلات صناعة الأعلاف لقطاعات الدواجن والألبان والماشية خطوةً مهمة في تعزيز قدرات الشركة ودورها الريادي في تحقيق دعم الأمن الغذائي.
وفي نفس العام تم إنشاء مصنع اركيم لصناعة مادة الفوسفات لخدمة صناعة الأعلاف والذي يخدم أراسكو وشركات أخرى في المنطقة.
وكذلك أراسكو للأغذية التي تعد أحد المنتجين الرئيسيين للدجاج اللاحم تحت العلامة التجارية «إنتاج» في المملكة والتي تسوق بشعار الدجاج السعودي على أصوله الذي يمتاز بالجودة العالية والنكهة المميزة حيث وصل إنتاجها في عام 2020م إلى حوالي 250 ألف طائر يومياً.
وشهدت الفترة نفسها إنشاء مختبرات ايداك التحليلية لرفع معايير جودة الغذاء وسلامته وصحته لخدمة قطاعات الثروة الحيوانية والنباتية والغذائية في المملكة، وفي عام 2014م عززت أراسكو مكانتها وذلك بإبرامها إتفاقية الشراكة الإستراتيجية مع شركة ميريو نيوتريساينسز العالمية، حيث تم بموجبها إنشاء مختبرات «ايداك ميريو» والتي تخدم العديد من الشركات والمصانع بالمملكة.
وتم إنشاء أراسكو لمنتجات الذرة الذي يعد المصنع الوحيد لمنتجات الذرة (النشأ والفركتوز والجلوكوز) بالمملكة العربية السعودية ودول الخليج العربي، ثم وقعت أراسكو إتفاقية التحالف الإستراتيجي مع شركة كارجيل، والتي قامت بموجب هذه الشراكة بإعادة هيكلة قطاع منتجات الذرة ومن خلال ذلك تم في العام 2013م إنشاء أول مشروع مشترك للنشأ ومشتقاته من المُحلّيات في المملكة العربية السعودية، تحت اسم شركة الشرق الأوسط لحلول الأغذية (مفسكو).
وأراسكو لوجستكس التي تقدم حلولاً لوجستية متكاملة لوحدات العمل الإستراتيجية التابعة للشركة ولغيرها من العملاء وذلك من خلال أحد أكبر أساطيل النقل البري في المملكة سواءً كانت شاحنات أو عربات شحن في القطارات وبإستخدامها للقطارات نجحت أراسكو في توفير الطاقة وتخفيف التلوث البيئي وتقليل استهلاك الطرقات العامة وتقليل عدد الحوادث التي قد تتسبب بها الشاحنات على الطرقات. وفي العام 2012م أبرمت أراسكو إتفاقية شراكة إستراتيجية مع شركة البحري إحدى كبرى شركات الشحن البحري في العالم، بغرض تأمين وضمان إنسياب المواد الخام الغذائية بسلاسة وبدون معوقات وبأسعار تنافسية تعزز قدرتها التنافسية محلياً واقليمياً.
حيث تقوم شركة البحري لنقل البضائع السائبة (وهو المشروع المشترك بين أراسكو والبحري) منذ عام 2013م بتشغيل خمسة سفن تعتبر الأحدث وتبلغ الحمولة الساكنة لكل منها 80 ألف طن من المصادر الغذائية والتي تستورد من أفضل المصادر حول العالم، فيما يتم التخطيط لزيادة الأسطول البحري ضمن هذه الشراكة إلى 20 سفينة في المستقبل.

## وصلات خارجية
- موقع شركة أراسكو الرسمي
- موقع شركة أراسكو الرسمي في تويتر
- موقع شركة البحري الرسمي
- موقع شركة كارجيل